# Emily Nelson
Emily Nelson (Lichfield, Staffordshire, 10 de novembre de 1996) és una ciclista anglesa especialista en el ciclisme en pista. Ha guanyat una medalla de plata al Campionat del món de Madison de 2017.

## Palmarès en pista
- 2013
  -  Campiona del món júnior en Persecució per equips (amb Amy Hill, Hayley Jones i Emily Kay)
- 2014
  -  Campiona d'Europa júnior en Persecució per equips (amb Manon Lloyd, Grace Garner i Megan Barker)
- 2016
  -  Campiona d'Europa sub-23 en Persecució per equips (amb Emily Kay, Dannielle Khan i Manon Lloyd)
- 2017
  -  Campiona d'Europa sub-23 en Cursa per eliminació
  -  Campiona del Regne Unit en Persecució per equips

### Resultats a laCopa del Món en pista
- 2016-2017
  - 1a a Glasgow, en Persecució per equips
- 2017-2018
  - 1a a Manchester, en Persecució per equips